# Turbomeca Palas
Le Turbomeca Palas est un petit turboréacteur à flux centrifuge français, utilisé pour propulser des avions légers.

## Développement
Version élargie du Piméné, le Palas fut conçu en 1950 par le constructeur Turbomeca, et fut également produit sous licence au Royaume-Uni, par Blackburn and General Aircraft, et aux États-Unis, par Teledyne Continental Motors, sous la désignation de Continental Model 320.

## Caractéristiques

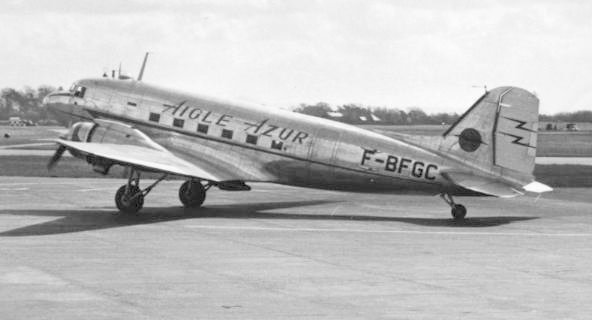
Douglas DC-3 d'Aigle Azur en 1953 équipé d'un réacteur d'appoint ventral Turbomeca Palas.

Le Palas est un petit turboréacteur monocorps à l'architecture la plus basique qui puisse exister. Il est en effet doté d'un compresseur centrifuge à un seul étage, entraîné par une turbine axiale, également à un étage et dotée de 24 ou 25 pales. La combustion s'effectue dans une chambre annulaire dotée en son centre d'un injecteur de carburant rotatif.
Les accessoires sont placés à l'avant et autour du carénage d'entrée d'air, qui contient les engrenages utilisés pour le démarreur électrique du moteur. La puissance produite par ce petit moteur, ne pesant que 72 kg est très modeste, avec 160 kgp (1,6 kN) à 33 800 tr/min, mais suffisante pour propulser les aéronefs très légers équipés de ce moteur.

## Applications
- Caproni Trento F.5
- Curtiss C-46 Commando (deux sous le fuselage, premier vol en octobre 1952)
- Curtiss C-46F Commando (deux sous les ailes, comme unités d'appoint)
- CVV-6 Canguro Palas (en)
- Douglas DC-3 (comme moteur d'appoint)
- Fouga CM-8 R9.8 Cyclope
- Fouga CM-8 R8.3 Midget
- Fouga CM.130
- Ikarus 451 (en)
- Ikarus S451M (en)
- Ikarus 452M (en)
- Mantelli AM-12
- Miles M.77 Sparrowjet (en)
- Payen Pa 49 (en)
- Short SB.4 Sherpa (en)
- SIPA S.200 Minijet
- SIPA S.300 (en)
- Somers-Kendall SK-1 (en)
- Sud-Ouest Bretagne (deux sous les ailes, comme unités d'appoint)